# Dějiny biologie
Slovo biologie (řecky βιολογία; ze slov βίος-život a λόγος-slovo) bylo zřejmě poprvé použito v díle Michaela Christopha Hanowa „Philosophiae naturalis sive physicae dogmaticae: Geologia, biologia, phytologia generalis et dendrologia“, publikovaném v roce 1766. Termín „biologie“ v současném kontextu byl zaveden Jeanem-Baptistou Lamarckem. Historii biologie lze ovšem hledat už v dobách dávných lidských civilizací a klasických filozofů, kdy byla biologie brána jako způsob chápání života.

## Pravěk a starověk
Ranní lidé museli mít vědomosti o rostlinách a živočiších, aby zvýšili svou schopnost přežít, kupříkladu znalost lidské a zvířecí stavby těla či trasy migrací. Vzestup pravěké biologie nastal cca před 10 000 lety během neolitické revoluce, kdy lidé začali chovat dobytek a kultivovat rostliny.
Staré kultury, zejména Mezopotámie, Egypta, Indie a Číny, měly sofistikovaný systém filosofických, náboženských a technických znalostí, kterými vysvětlovaly žijící svět. Za rodiště moderní biologie je však považováno starověké Řecko.

## Antika
Antičtí předsokratovští filosofové si pokládali mnoho otázek o životě, ale z jejich úvah vzešlo jen málo biologických poznatků, navzdory pokusům atomistů o vysvětlení života čistě fyzikálními výrazy. Naproti tomu Hippokratovy lékařské teorie přetrvaly velmi dlouho.
Jedním z významných řeckých přírodovědců byl Aristoteles. Ve svých přírodovědných spisech razil pojmy fyzika (fysis – příroda) a botanika (botané – rostlina). Byl autorem mnoha anatomických a fyziologických studií, všímal si podobností mezi živočichy, zdůrazňoval účelnost orgánů, nepřemýšlel však o evoluci. Všechno živé charakterizoval vlastnostmi jako potřeba potravy, zrození, růst a zánik, schopnost pohybu, vnímavost a reprodukce. U jednodušších živočichů nevylučoval samoplození, avšak správně vykládal význam pohlaví.
Všechno živé se podle něj vyznačuje tím, že má duši (psyché, anima). Ta může být trojího druhu - rostliny, které vznikají, rostou a hynou, mají duši vegetativní, živočichové, kteří se navíc pohybují a vnímají, mají navíc duši smyslovou a člověk má duši rozumnou.
Z přírodovědců antické římské říše lze jmenovat například Plinia staršího a jeho třicetisedmisvazkovou Naturalis Historia a Galéna, který pomocí pitev zvířat zkoumal otázky anatomie a platil za nevyvratitelnou lékařskou autoritu až do doby Paracelsa.

## Středověk

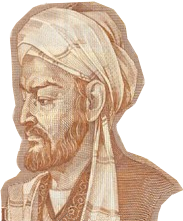
Ibn Síná

Středověk byl pro biologii zpočátku krušnou a temnou dobou, zejména v Evropě. Díky vlivům křesťanství, zdůrazňujícího život po smrti, byly přírodovědné poznatky často označovány za kacířské.
Oproti tomu v muslimských zemích zažívalo rozkvět zejména lékařství. Nejvýznamnějším dílem té doby byl Ibn Sínův Al-Kánún fi ttibb neboli Kánon medicíny, sbírka řeckých a arabských medicinálních poznatků, která se vedle Galénových spisů stala nejdůležitějším lékařským pramenem středověku. Část této knihy ovlivnila i vývoj středověké evropské botaniky.

## Renesance
V období renesance se rozvinuly všechny přírodovědné disciplíny. Vynález mikroskopu umožnil výzkum protistů (jednobuněčných organismů) a struktury tkání a buňky. Došlo k rozvoji poznatků o anatomii zvířat a byly položeny základy morfologie. V lékařství byly zaznamenány velké objevy, rozvíjela se anatomie a fyziologie, byl prozkoumán krevní oběh. Mezi velké muže té doby patřili například Robert Hooke, William Harvey, Andreas Vesalius a Leonardo da Vinci.

## Novověk
V novověku se po vzoru Carla Linného zejména systematizují poznatky a rozvíjí se taxonomie. Nejrevolučnějším objevem této doby je evoluční teorie Charlese Darwina.

## 20. století

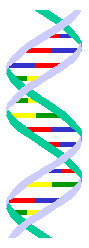
Struktura dvoušroubovice DNA

Po roce 1900 dochází k rozdělení a rozvoji jednotlivých biologických oborů – cytologie, bakteriologie, morfologie, paleontologie atd.
V polovině dvacátého století byl učiněn další velmi významný objev – Francis Crick a James Watson objevili a popsali molekulu DNA. Poznání struktury DNA umožnilo intenzivní rozvoj genetiky a genetického inženýrství.

## 21. století - současnost
V současnosti dochází zejména k rozvoji molekulární biologie neboli biochemie, která je úzce spjatá s poznatky z organické chemie, mikrobiologie, genetiky a ekologie.